# Dialectologie de la langue catalane

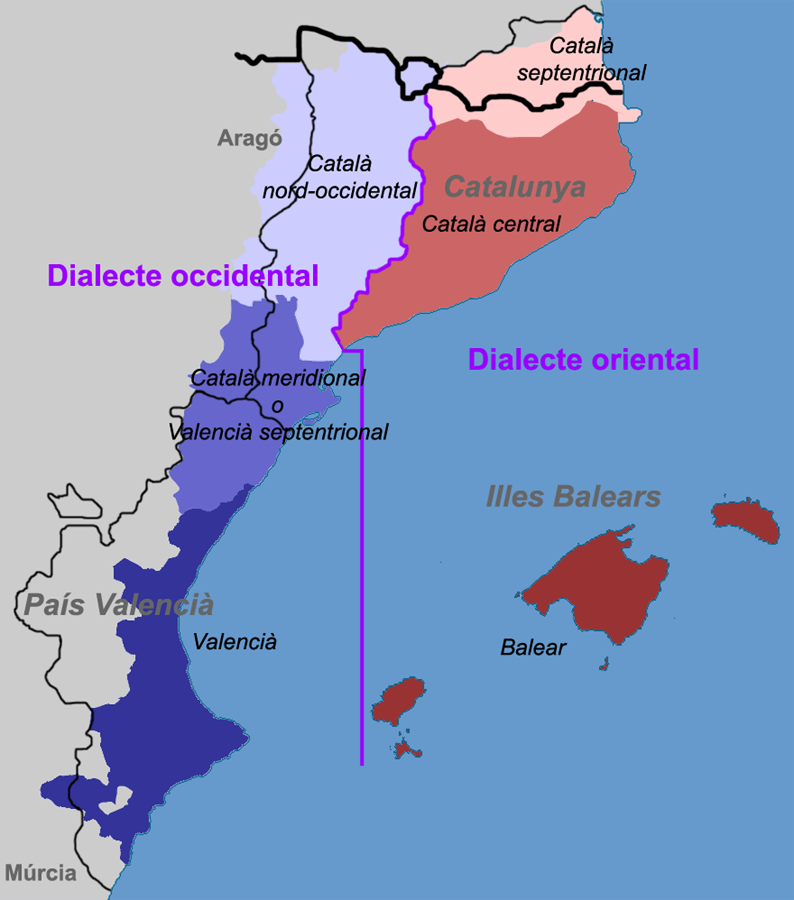
Carte dialectale du catalan.

La dialectologie de la langue catalane est l'étude des dialectes du catalan.
Sur le continent, le catalan est historiquement constitué d'une continuité de dialectes avec de larges zones de transition, ce qui fait que la division de la langue en dialectes selon des frontières précises est malaisée —hormis dans le cas des îles. Aucun dialecte identifié n'est totalement uniforme et chacun peut être divisé en différents sous-dialectes. De même, dans les zones de dialectes constitutifs, on trouve des dialectes de transition vers les langues voisines, comme le bénasquais vers l'aragonais, ou le capcinois vers l'occitan.
Selon les propositions faites par Manuel Milà i Fontanals en 1861, le domaine linguistique du catalan est traditionnellement articulé en deux grands blocs verticaux, le bloc oriental et le bloc occidental, division basée sur un traitement différencié du vocalisme atone,.
Certains dialectes ont disparu, comme le minorquin de Bordj El Kiffan (en Algérie), ou le catalan de la bourgeoisie et des classes supérieures des principales villes de Sardaigne, de Sicile, ou de Naples, dont il reste certaines traces dans leurs parlers respectifs, sarde, sicilien et napolitain. De la même manière on trouve des influences du valencien de Murcie (ca), également éteint, dans l'actuel parler murcien.
Des cas remarquables de dialecte du catalan sont le catalan salat, et sa variante le valencien salat de Tàrbena et le Vall de la Gallinera (ca), ce dernier étant le résultat de l'interférence entre dialectes non frontaliers en raison de l'émigration, à l'époque moderne, de Majorquins au sud du domaine valencien.

## Division dialectale
| Division dialectale de la langue catalane | |                                                                                    |
| BLOC OCCIDENTAL - nord-occidental - ribagorçain (ca) - pallarais - valencien de transition (ou valencien de Tortosa) - valencien - valencien de Castelló - apitxat (ou valencien central) - valencien méridional - valencien alicantin - catalan de Murcie (ca) (disparu) DIALECTES DE TRANSITION - Entre l'oriental et l'occidental - xipella (ca) - catalan de Solsona (ca) - Entre le majorquin et le valencien - valencien salat de Tàrbena et de La Vall de Gallinera (ca) | BLOC ORIENTAL - roussillonnais (ou septentrional) - capcinois (du Capcir) - septentrional de transition (ca) - central - catalan salat (de la Costa Brava) - barcelonais - tarragonais (ca) - baléare - majorquin - majorquin de Sóller (ca) - majorquin de Pollença (ca) - minorquin (ca) - minorquin oriental - minorquin occidental - ibizois (ca) - alguérois | AUTRES - pataouète (d'Algérie) (disparu) - judéo-catalan (disparu) - catagnol (ca) |

## Généralités
Les phonèmes pertinents en catalan connaissent d'importantes variations dialectales. Une caractéristique générale est, comme dans la plupart des langues romanes et à la différence du castillan, la distinction [o]/[ɔ] et [e]/[ɛ] en position tonique. Le roussillonnais se différencie par un vocalisme tonique plus pauvre, car il ne différencie qu’un [e] d’aperture moyenne et ne connaît pas de [o] tonique (prononcé [u]).
Une importante caractéristique dialectale de la langue catalane est l'instabilité du vocalisme atone. Dans le bloc oriental, notamment en catalan central, ce phénomène s'est manifesté de façon extrême par la réduction de [a]/[e] et [o]/[u] (sauf en majorquin) en [ə]/[u]. Ailleurs, on observe de multiples phénomènes de variations, simplifications et harmonisations vocaliques. Par exemple :
- [a] final atone devient [ɛ] autour de Lérida et Fraga[5].
- Diverses harmonisations en valencien méridional.

Au niveau vocalique, le catalan se caractérise également, comme le portugais, et à la différence du français et surtout du castillan, par l'absence de diphtongaison de e et o brefs latins toniques.
/v/ labiodental se maintient en valencien (sauf en apitxat), en baléare, et ponctuellement autour de la Conca de Barberà et de la Ribera d'Ebre. Ailleurs, le bêtacisme, commun au castillan, s'est imposé.
Le résultat de ĭ et ē toniques latins est également intéressant, :
- [e] en occidental (hors zones de transition vers le central)
- [ɛ] en central
- [ə] en baléare
- [e] fermé en roussillonnais.

## Frontières externes
Dans les zones consécutives, au sud et au sud-est du domaine, on trouve des frontières relativement bien marquée avec les dialectes castillans et castillano-aragonais correspondants. Le murcien est un dialecte castillan proche de l'andalou avec certains traits empruntés au catalan valencien. Au nord-ouest et au nord, dans les régions de dialecte constitutif, on observe un entremêlement des isoglosses avec la présence de dialectes transitions marqués entre les langues environnantes : bénasquais et ribagorcien vers l'aragonais, capcinois vers le languedocien.

## Division groupe oriental/groupe occidental
La division du domaine linguistique catalan en deux blocs dialectaux repose sur un traitement différencié des voyelles atones, le bloc oriental opérant une simplification du système vocalique. Ainsi, en position atone le catalan oriental neutralise l'opposition entre /a/ et /e/ en une moyenne centrale /ə/ (/a/ en alguérois), tandis que l'opposition entre /o/ et /u/ est neutralisée en /u/, sauf à Majorque,.
La frontière entre les deux blocs ne forme pas une ligne parfaite : les isoglosses correspondant aux deux traits différentiels mentionnés ne se superposent pas totalement, en particulier dans leur partie septentrionale,. Au sud, zones de parler consécutif, les isoglosses convergent vers le valencien de transition.
Les deux blocs présentent en outre de significatives divergences, lexicales, phonétiques et morphologiques. L'étymologie du lexique spécifique du catalan occidental présente de nombreuses coïncidences avec celle des équivalents castillans.
Divergences entre les deux blocs :
- Au niveau phonétique, on trouve en dialecte occidental une tendance au maintien de la prononciation de g initial comme [d͡ʒ] au lieu de [ʒ] en oriental.
- En position intervocalique, bl est prononcé [βl] en catalan occidental et dans le Camp de Tarragone (comme en castillan), et [bbl] dans les autres zones orientales[3] (comme en languedocien).

### Origines de la partition
Les différentes explications proposées concernant l'origine et l'ancienneté de la partition du catalan en deux blocs dialectaux font appel à des facteurs divers comme l'influence du substrat pré-romain (ibère ou indo-européen), mozarabe, les processus de romanisation, d'arabisation ou encore celui du repeuplement suivant la reconquête des terres musulmanes, et aucune ne fait l'unanimité au sein des spécialistes,. On a en particulier voulu voir une influence décisive de l'ibère et du basque dans la différenciation du bloc occidental primitif. Sanchis Guarner a défendu que le mozarabe est responsable en tant que substrat du traitement en [e] de ĭ et ē toniques latins dans le bloc occidental. Il s'agit quoi qu'il en soit d'une partition précoce, constitutive.

Au XIIIe siècle, on observe des variations dans le traitement vocalique qui annoncent la future partition, avec la neutralisation de l'opposition entre a et e prétoniques en une moyenne centrale [ə] dans les régions orientales. À la fin du XVe siècle, a et e post-toniques sont également neutralisés, et on observe une tendance à la fermeture de [o] atone en [u].

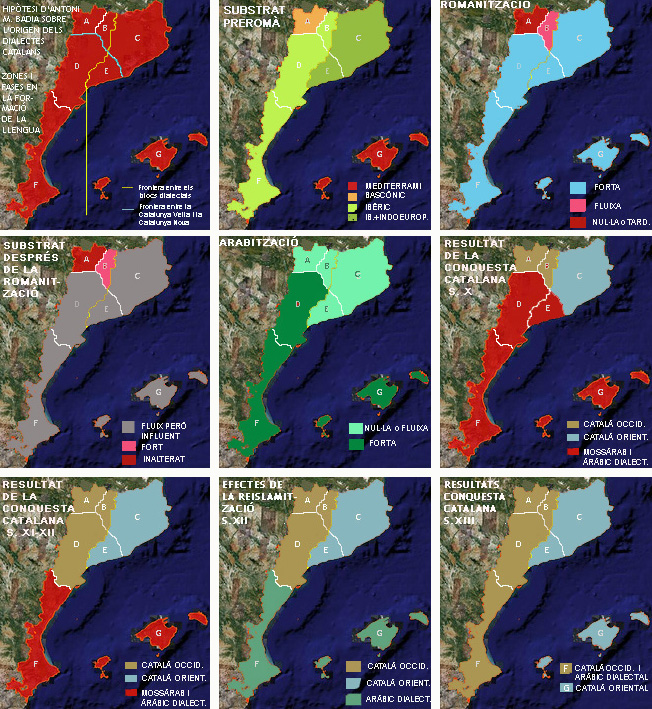
La formation des dialectes du catalan d'après Antoni M. Badia.

### Échantillons comparatifs
| Graphie standard | Prononciation orientale            | Prononciation occidentale |
| ---------------- | ---------------------------------- | ------------------------- |
| terra            | [ˈtɛrə]                            | [ˈtɛra]/[ˈtɛrɛ]           |
| cel              | [sɛɫ]                              | [sɛɫ]                     |
| aigua            | [ˈajɣwə] (majorquin [ˈajɣo])       | [ˈajwa]                   |
| foc              | [fɔk]                              | [fɔk]                     |
| home             | [ˈɔmə]                             | [ˈɔme]                    |
| dona             | [ˈdɔnə]                            | [ˈdɔna]/[ˈdɔnɔ]           |
| menjar           | [mənˈʒa]                           | [menˈdʒa(ɾ)]/[minˈdʒaɾ]   |
| beure            | [ˈbɛwɾə] (majorquin [ˈbəwɾə])      | [ˈbewɾe]                  |
| gran             | [gɾan]                             | [gɾan]                    |
| petit / xicotet  | [pəˈtit] / [ʃikuˈtɛt]              | [peˈtit] / [tʃikoˈtet]    |
| comprar          | [kumˈpɾa] (majorquin [komˈpra])    | [komˈpra(ɾ)]              |
| nit              | [nit]                              | [nit]                     |
| dia / jorn       | [ˈdiə] / [ʒɔrn]                    | [ˈdia] / [dʒɔɾn]          |
| anglès / anglés  | [ənˈglɛs] (majorquin [əŋˈgləs])    | [anˈgles]                 |
| perquè           | [pəɾˈkɛ]                           | [peɾˈke]                  |
| València         | [bəˈlɛnsiə] (majorquin [və'lɛnsi]) | [vaˈlensia]/[baˈlensia]   |